# Resorts International
Resorts International war ein US-amerikanisches Hotel- und Casino-Unternehmen, das von 1958 bis 1996 existierte. Es betrieb Luxus-Resorts mit Spielcasinos auf den Bahamas und in Atlantic City (New Jersey) und eröffnete Ende der 1970er Jahre das erste Casino an der US-Ostküste. Nach anfänglichen großen Erfolgen geriet das Unternehmen in den 1980er Jahren durch übermäßige Expansion in finanzielle Schwierigkeiten. In dieser Phase wechselte Resorts International mehrfach den Eigentümer, zeitweise gehörte es dem Immobilienunternehmer und späterem US-Präsidenten Donald Trump, und musste Insolvenz anmelden. Geprägt war die Firmenhistorie zudem durch Berichte über Verbindungen zur organisierten Kriminalität und zu Geheimdienstkreisen.

## Geschichte

### Gründung und Expansion
Resorts International geht auf die Mary Carter Paint Company zurück, einen Lackfarben-Hersteller aus New Jersey, der 1958 von einer Investorengruppe um James Crosby und Thomas E. Dewey (ehemaliger Gouverneur von New York) übernommen wurde. Carter Paint soll in den frühen 1960er Jahren von der CIA als verdeckte Front genutzt worden sein, um Gelder an die antikommunistischen Exilkubaner um die Brigade 2506 zu schleusen. Mit sinkenden Erträgen im Farbengeschäft begann Mary Carter Mitte der 1960er eine Neuausrichtung in Richtung Tourismus. Das Unternehmen erwarb Land auf den Bahamas und eröffnete 1967 auf Paradise Island nahe Nassau ein erstes Casino. 1968 wurde die Farbproduktion verkauft und die Firma in Resorts International, Inc. umbenannt. In den Folgejahren baute das Unternehmen das Bahamas-Resort (einschließlich weiterer Hotelanlagen) aus und expandierte in neue Geschäftsfelder. 1978 nutzte Resorts International die Legalisierung von Glücksspiel in New Jersey, um in Atlantic City das erste Casino-Hotel außerhalb von Nevada zu eröffnen. Das Resorts Casino Hotel am Boardwalk von Atlantic City war monatelang das einzige legale Casino der US-Ostküste und erzielte in kurzer Zeit enorme Umsätze.

### Krise und Besitzerwechsel
Ab Anfang der 1980er Jahre ließ der Monopolbonus nach; steigende Konkurrenz und ein branchenweiter Abschwung schmälerten die Profite. Resorts International begann 1983 mit dem Bau des aufwändigen Taj Mahal Casino in Atlantic City, geriet jedoch durch massive Kostenüberschreitungen unter finanziellen Druck. Als Firmengründer und Vorstandschef James Crosby im April 1986 plötzlich verstarb, wurde das verschuldete Unternehmen zum Übernahmekandidaten. Im Juli 1987 erwarb der New Yorker Unternehmer Donald Trump für 79 Millionen US-Dollar eine Mehrheitsbeteiligung und übernahm den Vorsitz. Trump kündigte an, das kostspielige Taj-Mahal-Projekt binnen eines Jahres fertigzustellen. Die Finanzierung blieb jedoch unsicher, und im Frühjahr 1988 geriet Resorts International in Zahlungsschwierigkeiten. Darauf entbrannte ein öffentlicher Bieterwettstreit: Der Fernsehproduzent Merv Griffin legte ein konkurrierendes Kaufangebot vor, woraufhin Trump und Griffin sich mit gegenseitigen Klagen überzogen. Im November 1988 einigte man sich schließlich: Griffin übernahm Resorts International für rund 365 Millionen Dollar, während Trump das fast vollendete Taj Mahal für 273 Millionen Dollar aus der Firma herauskaufte.

### Niedergang und Nachfolge
Merv Griffin finanzierte die Übernahme größtenteils über hochverzinste Junk Bonds (verkauft von dem verurteilen Betrüger Michael Milken), was die Schuldenlast von Resorts International rapide steigern ließ. Bereits 1989 geriet das Unternehmen in Zahlungsschwierigkeiten und beantragte Gläubigerschutz nach Chapter 11. In einem Vergleich tauschten die Anleihegläubiger ihre Forderungen gegen Aktien und übernahmen die Mehrheit am Unternehmen. Griffin blieb mit reduziertem Anteil an Bord, doch der Versuch, das defizitäre Bahamas-Resort Paradise Island zu verkaufen, scheiterte zunächst. 1994 folgte eine zweite Insolvenz, in der weitere Schulden abgebaut und ein Teilverkauf vereinbart wurde. 1995 benannte sich die Firma in Griffin Gaming & Entertainment um. Ende 1996 übernahm der südafrikanische Hotelkonzern Sun International (von Sol Kerzner) sämtliche Anteile für ca. 300 Millionen Dollar und integrierte das Atlantic-City-Casino in sein Portfolio. Die ursprüngliche Gesellschaft wurde zu Sun International North America umfirmiert. Das Traditionshotel in Atlantic City besteht bis heute; ab 2001 nutzte eine Investorengruppe (Colony Capital) den Markennamen Resorts International Holdings für einige ihrer Casinoprojekte, bevor dieser Ableger 2014 aufgelöst wurde.

## Tätigkeit
Kern des Geschäfts von Resorts International war der Betrieb von Casino-Hotels an Ferienstandorten. Auf Paradise Island (Bahamas) entwickelte die Firma ein großes Resort-Areal mit mehreren Hotels und dem 1967 eröffneten Paradise Island Casino, das zeitweise zu den umsatzstärksten Spielbanken weltweit zählte. In Atlantic City eröffnete Resorts 1978 das Resorts International Casino Hotel mit über 500 Hotelzimmern im umgebauten Haddon Hall Hotel. Dank eines temporären Alleinstellungsmerkmals (erstes Casino in Atlantic City) erzielte dieses Haus in den ersten Betriebsjahren außergewöhnlich hohe Gewinne. Mit den Einnahmen expandierte das Unternehmen aggressiv: So erwarb Resorts in Atlantic City zusätzliche Immobilien (u. a. den Vergnügungspier Steel Pier und mehrere Hotels) und plante weitere Großcasinos, darunter das später als Taj Mahal bekannte Projekt.
Neben dem Casino-Betrieb engagierte sich Resorts International in flankierenden Geschäftsbereichen. Zur Versorgung der Bahamas-Casinos mit Touristen aus den USA betrieb die Firma ab 1974 die Fluggesellschaft Chalk’s International Airline, die im Liniendienst zwischen Florida und Nassau pendelte. Darüber hinaus kaufte Resorts in den 1970er Jahren verschiedene Freizeit- und Immobilienobjekte hinzu, trennte sich von diesen Randgeschäften jedoch meist nach wenigen Jahren wieder.
Eine besondere Rolle spielte die Sicherheitssparte: 1970 gründete James Crosby die Tochterfirma Intertel (International Intelligence, Inc.), um die eigenen Casinos vor kriminellen Machenschaften zu schützen, diese wurde jedoch vom Internal Revenue Service verdächtigt, selbst in die organisierte Kriminalität verwickelt gewesen zu sein. Intertel wurde mit ehemaligem Personal aus dem FBI, der CIA, dem Secret Service und anderen Sicherheitsbehörden besetzt und bot bald auch externen Auftraggebern seine Dienste an. Das private Sicherheitsunternehmen überwachte alle Resorts-Standorte und war u. a. an prominenten Schutz- und Ermittlungsaufträgen beteiligt, etwa für den Milliardär Howard Hughes oder im Umfeld der Watergate-Affäre. Er arrangierte die sichere Überfahrt auf die Bahamas für den Schah von Persien und den gestürzten nicaraguanischen Diktator Anastasio Somoza.

## Kontroversen
Die Geschichte von Resorts International war von Anfang an von Spekulationen über zwielichtige Verbindungen begleitet. Investigative Autoren – darunter Sally Denton und Roger Morris – führten aus, die Mary Carter Paint Co. sei eine Tarnfirma der CIA gewesen, um in den frühen 1960er Jahren geheime Zahlungen an die exilkubanische Brigade 2506 zu schleusen. Auch eine Verstrickung in das Mob-Milieu wurde vermutet: So kursierten Gerüchte, Mafioso Meyer Lansky habe Verbindungen zu dem Unternehmen. Resorts International wies solche Vorwürfe stets zurück. Laut einem UPI-Nachrichtenbericht der 1970er Jahre besetzte die Firma gezielt Führungspositionen mit früheren Beamten des US-Justizministeriums, um den Einfluss des organisierten Verbrechens abzuwehren. Firmenchef James Crosby holte zudem hochrangige Sicherheitsberater an Bord (z. B. den ehemaligen FBI-Agenten Edward J. Miller) und betonte, man wolle nichts mit der damaligen berüchtigten Glücksspielbranche zu tun haben.
Nichtsdestotrotz zog Resorts International durch sein undurchsichtiges Netzwerk aus Politik- und Geschäftsbeziehungen weitere Aufmerksamkeit von Medien und Behörden auf sich. Crosby zählte zu den Großspendern von US-Präsident Richard Nixon und soll enge Kontakte zu Nixons Umkreis (etwa zu Finanzberater Bebe Rebozo) gepflegt haben. Auch die Übernahmeschlachten der 1980er brachten negative Schlagzeilen: Im Zuge von Donald Trumps kurzem Gastspiel als Eigentümer wurden in Wirtschaftsmagazinen Vorwürfe über Unregelmäßigkeiten und Mafia-Kontakte laut. Trump selbst wurde wiederholt für seine Geschäftsbeziehungen zu zwielichtigen Figuren kritisiert – so setzte er beim Bau seiner Immobilien in New York und Atlantic City mehrfach Firmen mit Verbindungen zur Cosa Nostra ein. Merv Griffin wiederum beteuerte, von etwaigen illegalen Absprachen nichts gewusst zu haben.